# Fleninge kyrka
Fleninge kyrka är en kyrkobyggnad och församlingskyrka i Fleninge församling i Lunds stift vars äldsta delar härstammar från 1100-talet.

## Byggnadshistoria
Grunden till den nuvarande kyrkan lades under 1100-talet, där kyrkans äldsta delar härstammar från. Enligt den tidens sed var kyrkan byggd i romansk stil med långhus, kor och absid. Den hade små, högt sittande rundbågiga fönster. Dessa kan ses bevarade i nuvarande absiden, vilket är den enda del av kyrkan som är bevarad från denna tid. Kyrkan genomgick en förändring under 1300-talet då tegelmurade valv lades till och det kvadratiska tornet byggdes i väster. Under medeltiden hade kyrkan även ett vapenhus vid männens ingång i söder. Åren 1839–1840 revs koret och delar av långhuset vid uppförandet av ett nytt och större tvärskepp. I de kvarvarande murarna i långskeppet togs större fönster upp. På 1920-talet genomfördes vissa förändringar i exteriören, vilket bland annat innebar att tornhuven fick sitt nuvarande utseende med öppen lanternin i koppar och hela yttertaket täcktes med kopparplåt. En restaurering färdigställdes 1963 som resulterade i en ny korvägg och ny golvbeläggning.

## Interiör
Altartavlan har målats av Mårten Eskil Winge år 1882. Den föreställer De vise männens tillbedjan av Jesus och ersatte en altaruppsats från 1700-talets mitt, som numera finns vid vapenhusets norra vägg. Över altaret finns ett rundfönster med glasmålning föreställande Jesus vid nattvardsbordet utförd av konstnären Hugo Gehlin. Dopfunten är i trä och från 1700-talet, men det har troligen funnits en äldre stendopfunt som numera är försvunnen. Dopfatet i mässing är från 1500-talet. Predikstolen i rikt snidad ek är bevarad sedan 1600-talets början och bär Kristian IV:s monogram. Predikstolens 1700-talsfärger återställdes vid restaureringen utförd 1963.
År 1948 upptäcktes fragment av romanska kalkmålningar kring absidens fönster, i triumfbågen och på korets östra vägg, vilka kan dateras till 1100-talet. En sakramentsnisch i absiden härstammar även den från den äldsta kyrkan.

### Orgel
- 1816 byggde Carl Grönvall, Hyby en orgel.
- 1851 byggde Johan Nikolaus Söderling, Göteborg en orgel med 9 stämmor.
- 1924 byggde A. Magnussons Orgelbyggeri AB, Göteborg en orgel.
- Den nuvarande orgeln byggdes 1986 av J. Künkels Orgelverkstad AB, Lund och är en mekanisk orgel.

| Huvudverk I         | Svällverk II      | Pedal      | Koppel |
| Borduna 16´         | Rörflöjt 8´       | Subbas 16´ | I/P    |
| Principal 8´        | Salicional 8´     | Cello 8´   | II/P   |
| Flûte harmonique 8´ | Voix céleste 8´   | Basun 16´  | II/I   |
| Oktava 4'           | Principal 4'      |            |        |
| Oktava 2'           | Spetsflöjt 4'     |            |        |
| Kornett III         | Flautino 2'       |            |        |
| Trumpet 8'          | Mixtur IV         |            |        |
|                     | Oboe 8'           |            |        |
|                     | Crescendosvällare |            |        |

## Bildgalleri

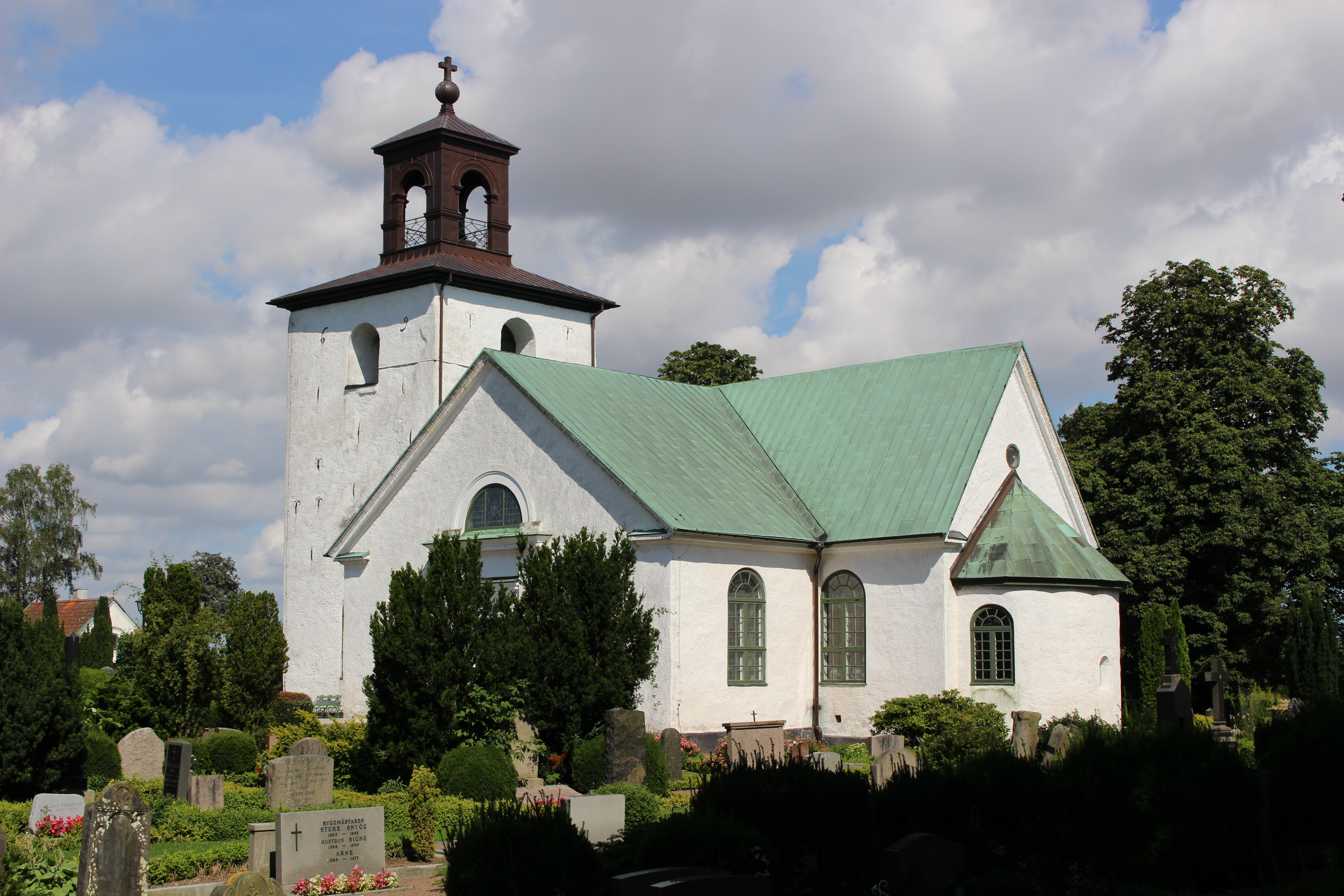
Kyrkan från sydost
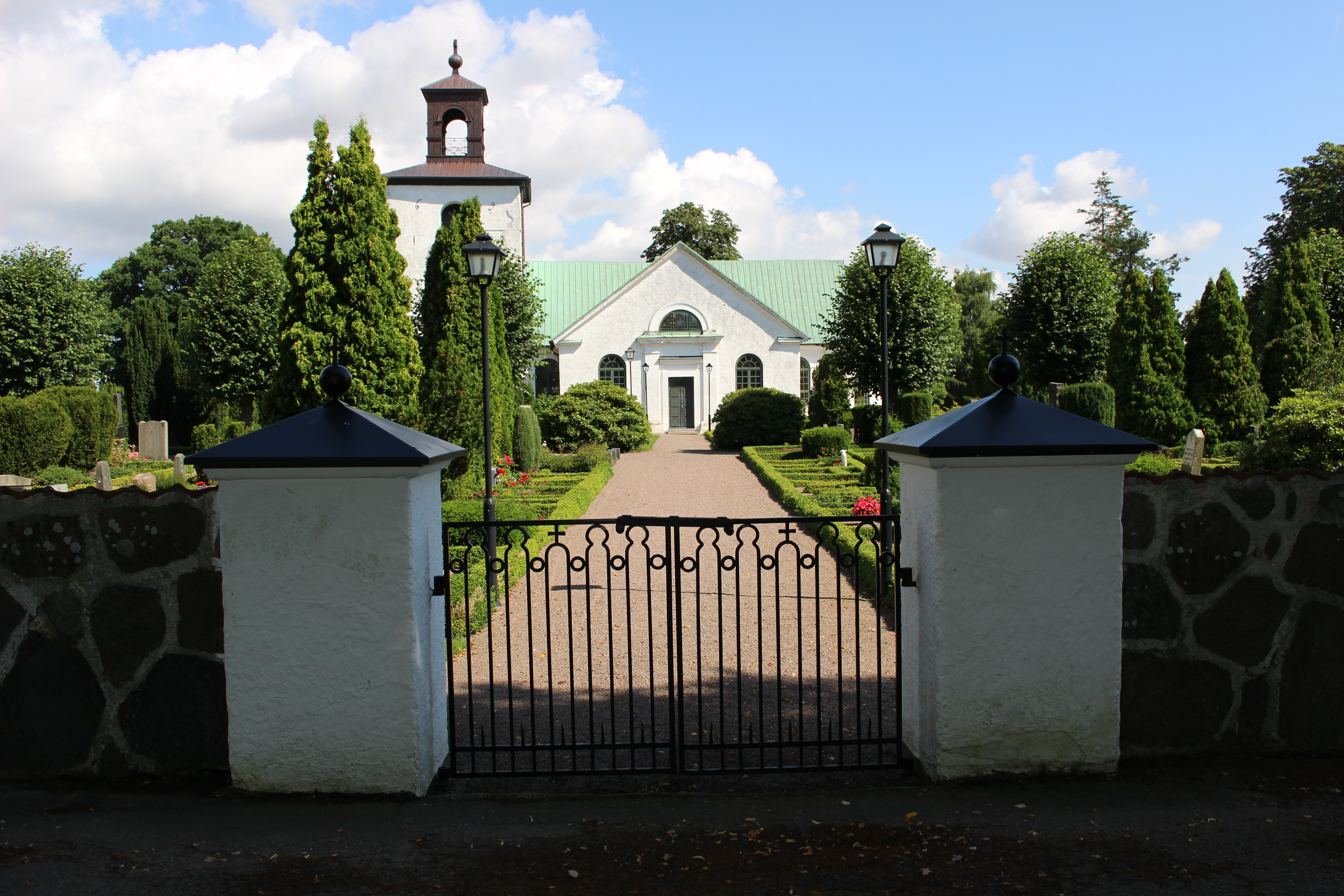
Kyrkan från söder
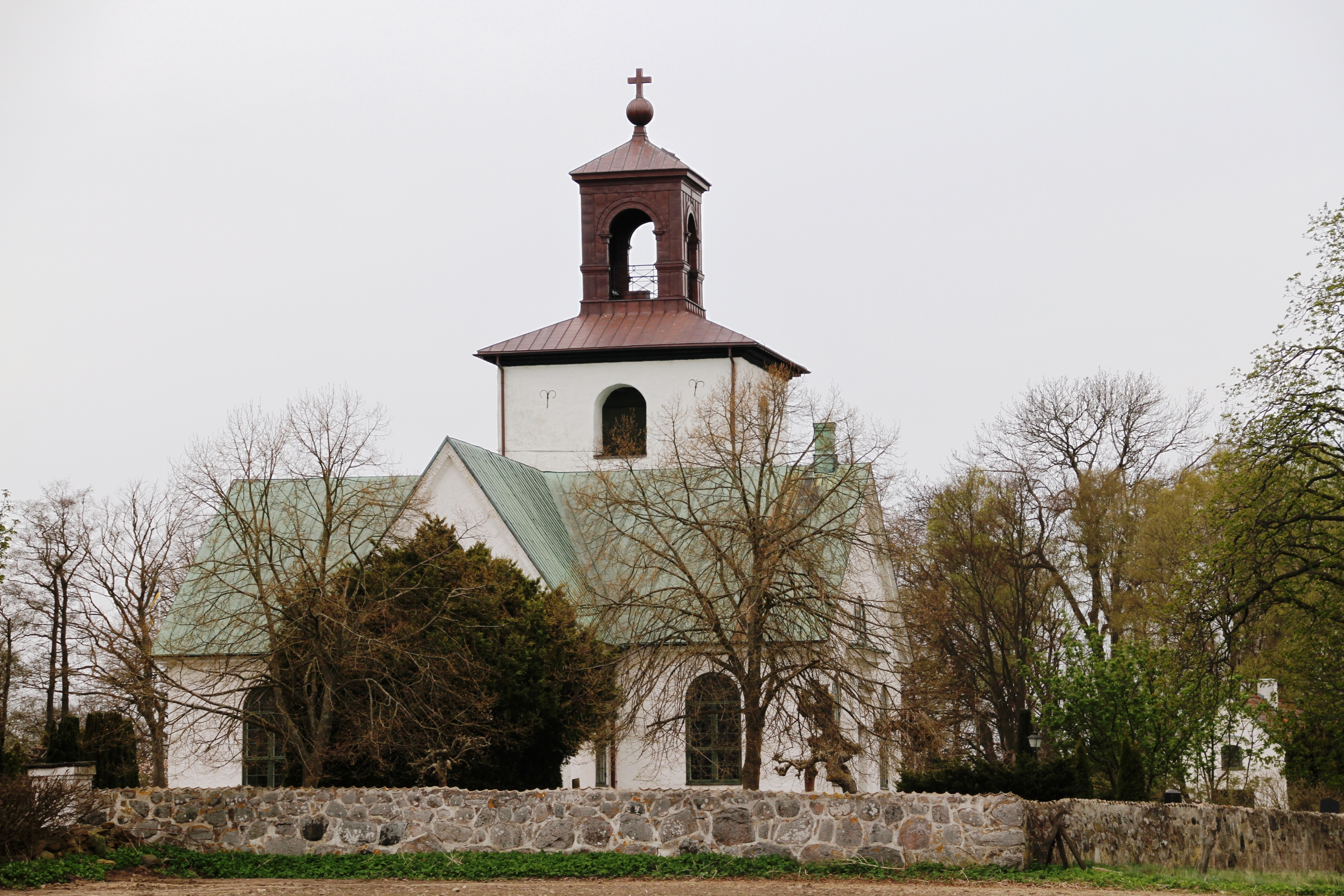
Kyrkan från öster
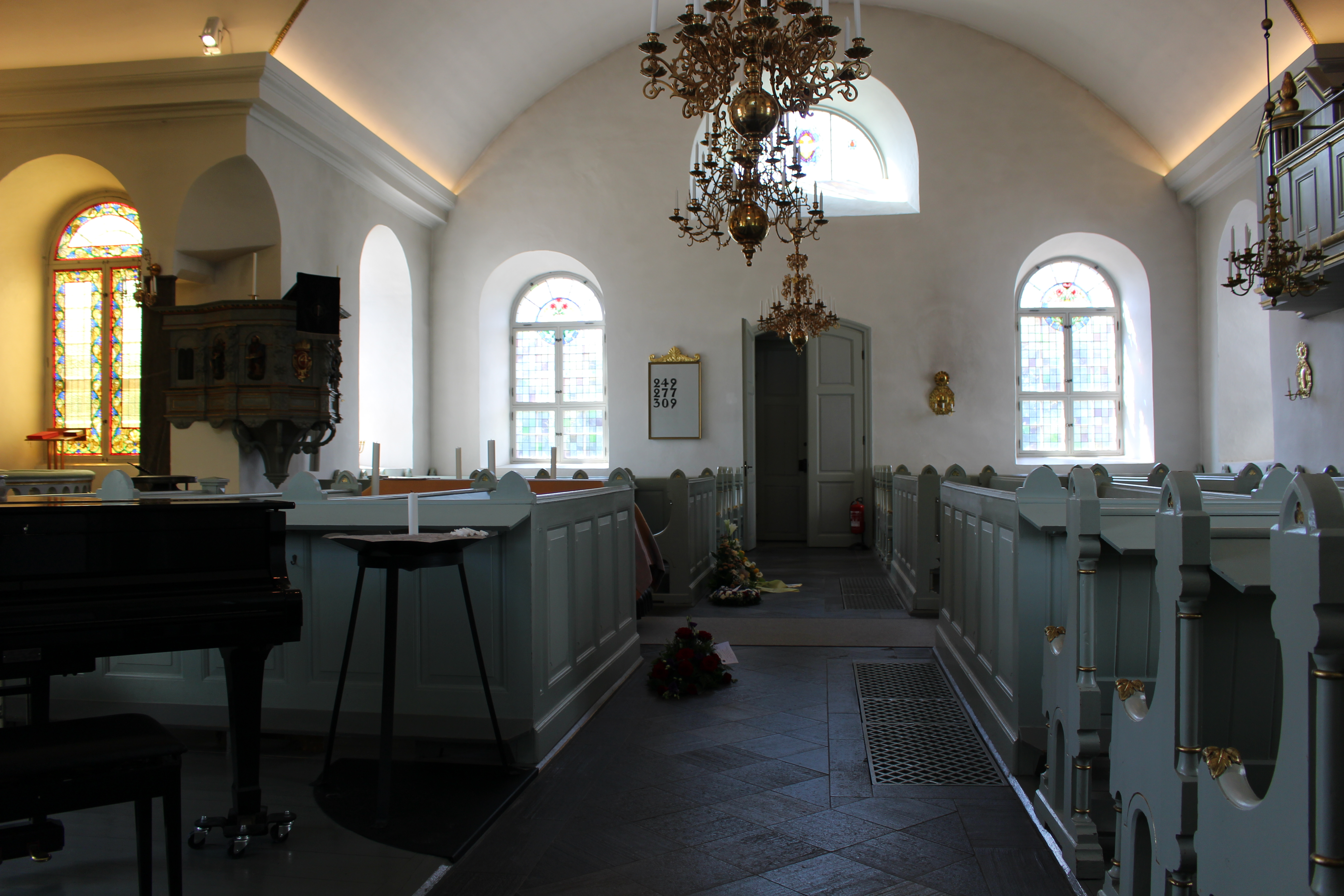
Kyrkorum mot söder
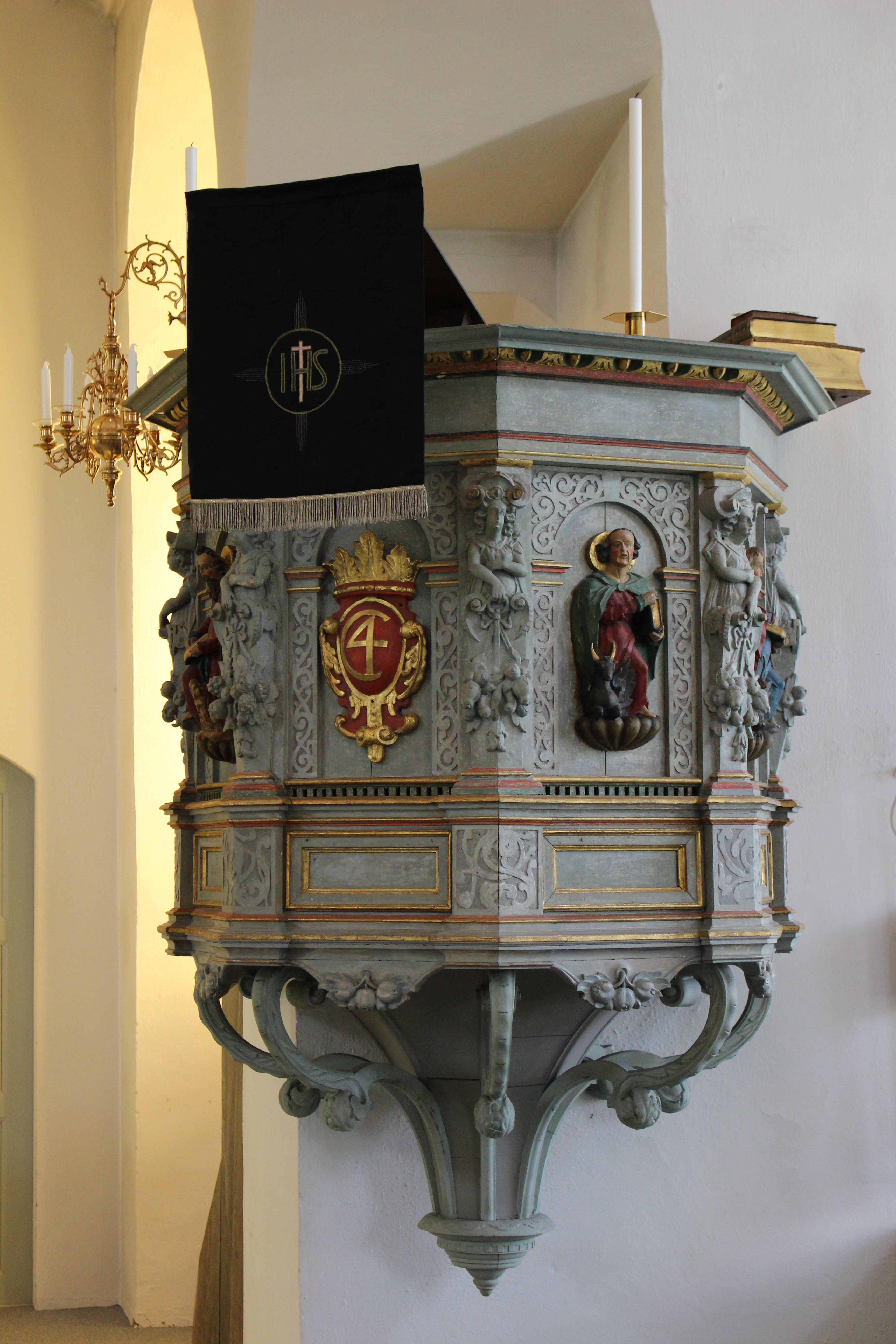
Predikstol
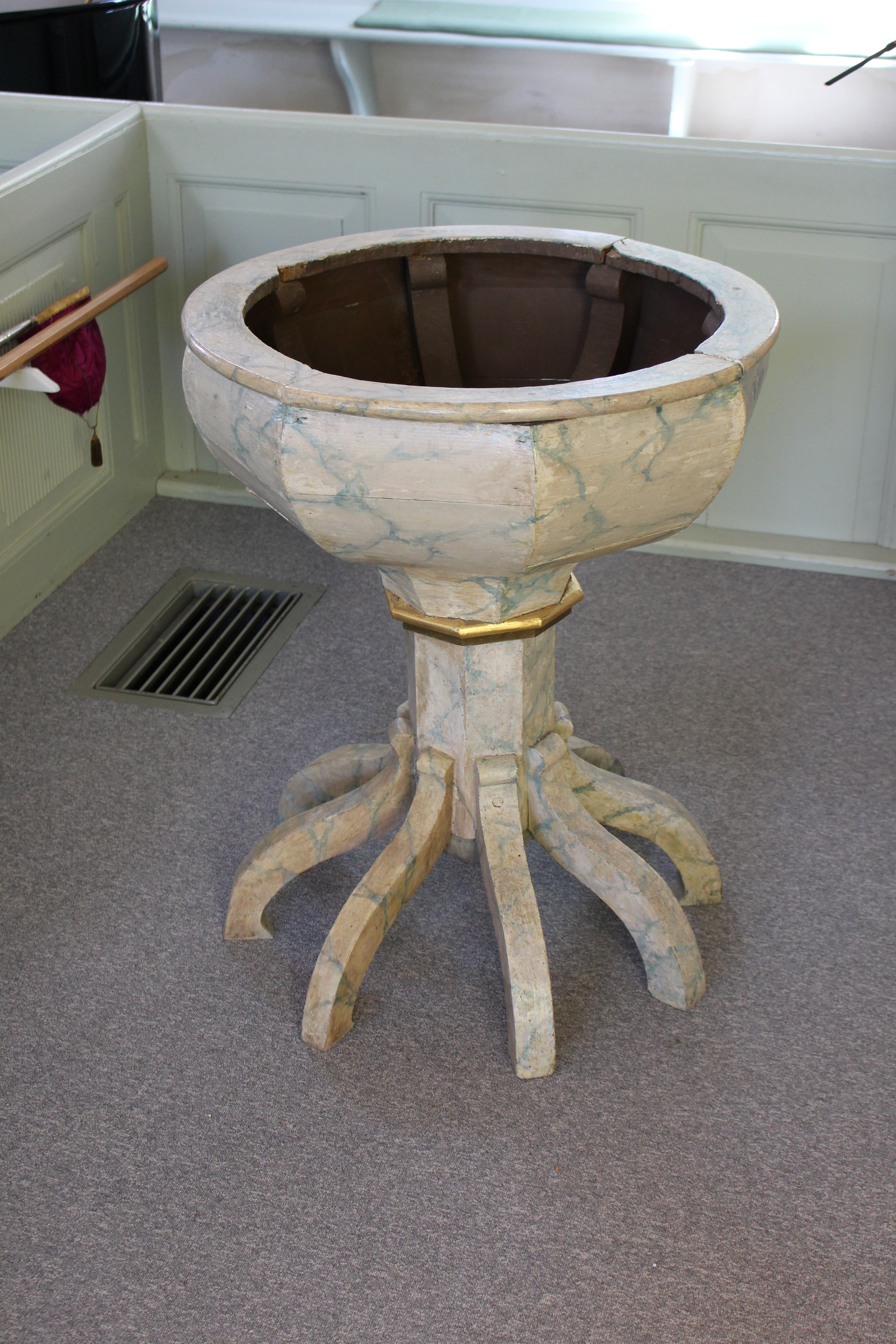
Dopfunt
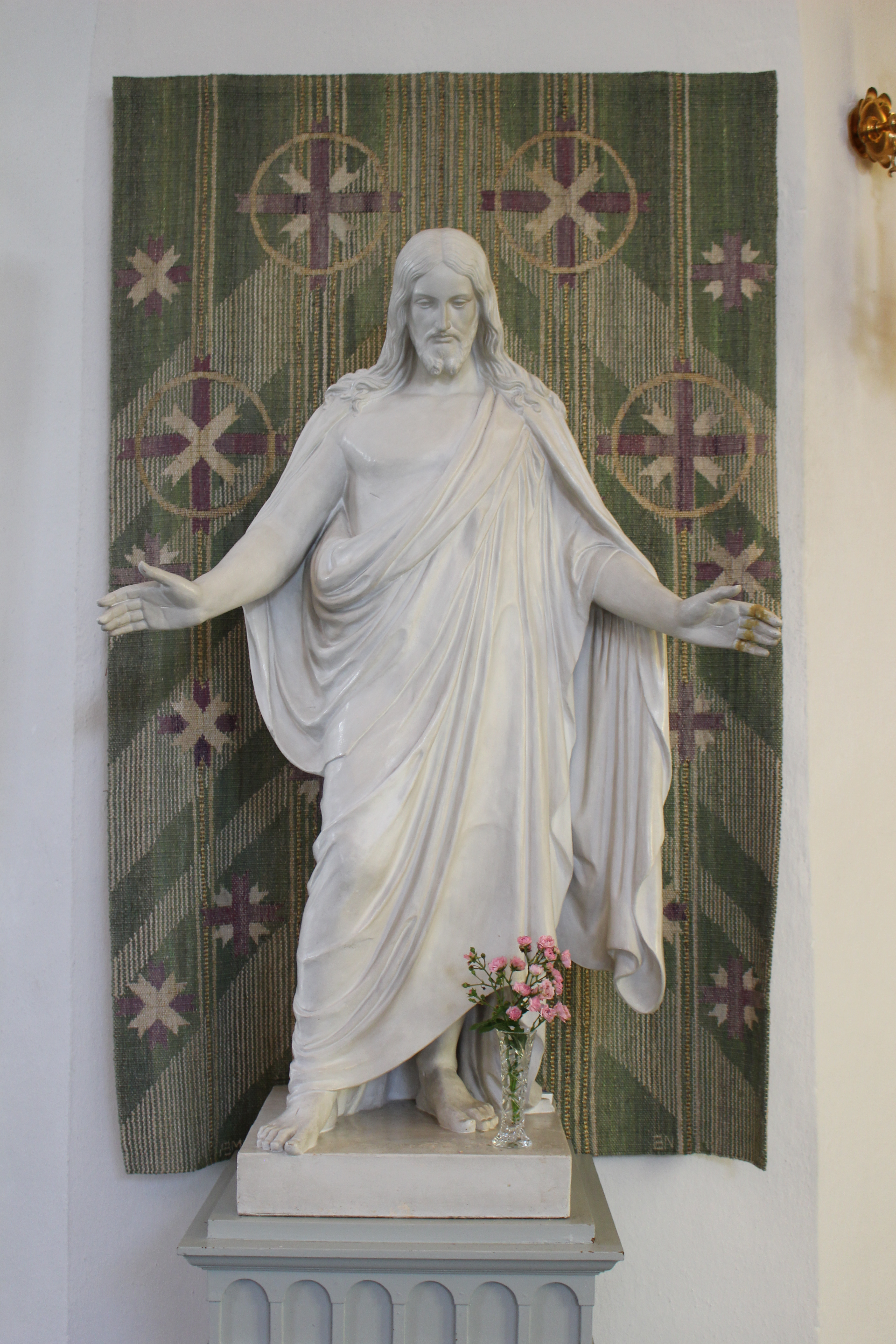
Thorvaldsens Kristus